# Obuzier „Vickers” de 127 mm, model 1896
Obuzierul „Vickers” de 127 mm, model 1896 (clasificarea britanică BL 5-inch howitzer) a fost un obuzier cu „tragere accelerată”, de fabricație britanică. :p. 51
Obuzierul s-a aflat în înzestrarea regimentelor de artilerie de câmp din Armata României, începând cu campaniadin anul 1917 din timpul Primului Război Mondial, când au fost primite din Marea Britanie un număr de 28 bucăți. :p. 42

## Principii constructive
Obuzierul era destinat în principal pentru distrugerea fortificațiilor pasagere și a forței vii adăpostite a inamicului pe câmpul de luptă. Țeava era ghintuită, fiind construită din oțel forjat. Proiectilele erau explozive sau încărcate cu șrapnele. Pentru atenuarea reculului era folosit un sistem cu frână hidropneumatică. Obuzierul era montat pe un afet mobil cu două roți cu spițe din lemn, pentru transport montându-se un antetren cu roți identice.:p. 51